# Chlorophlaeoba
Chlorophlaeoba is een geslacht van rechtvleugeligen uit de familie veldsprinkhanen (Acrididae). De wetenschappelijke naam van dit geslacht is voor het eerst geldig gepubliceerd in 1941 door Ramme.

## Soorten
Het geslacht Chlorophlaeoba omvat de volgende soorten:
- Chlorophlaeoba hongkongensis Zheng & Li, 2012
- Chlorophlaeoba longiceps Liang & Zheng, 1988
- Chlorophlaeoba taiwanensis Yin, Li & Yin, 2007
- Chlorophlaeoba tonkinensis Ramme, 1941